# Vela (iluminación)

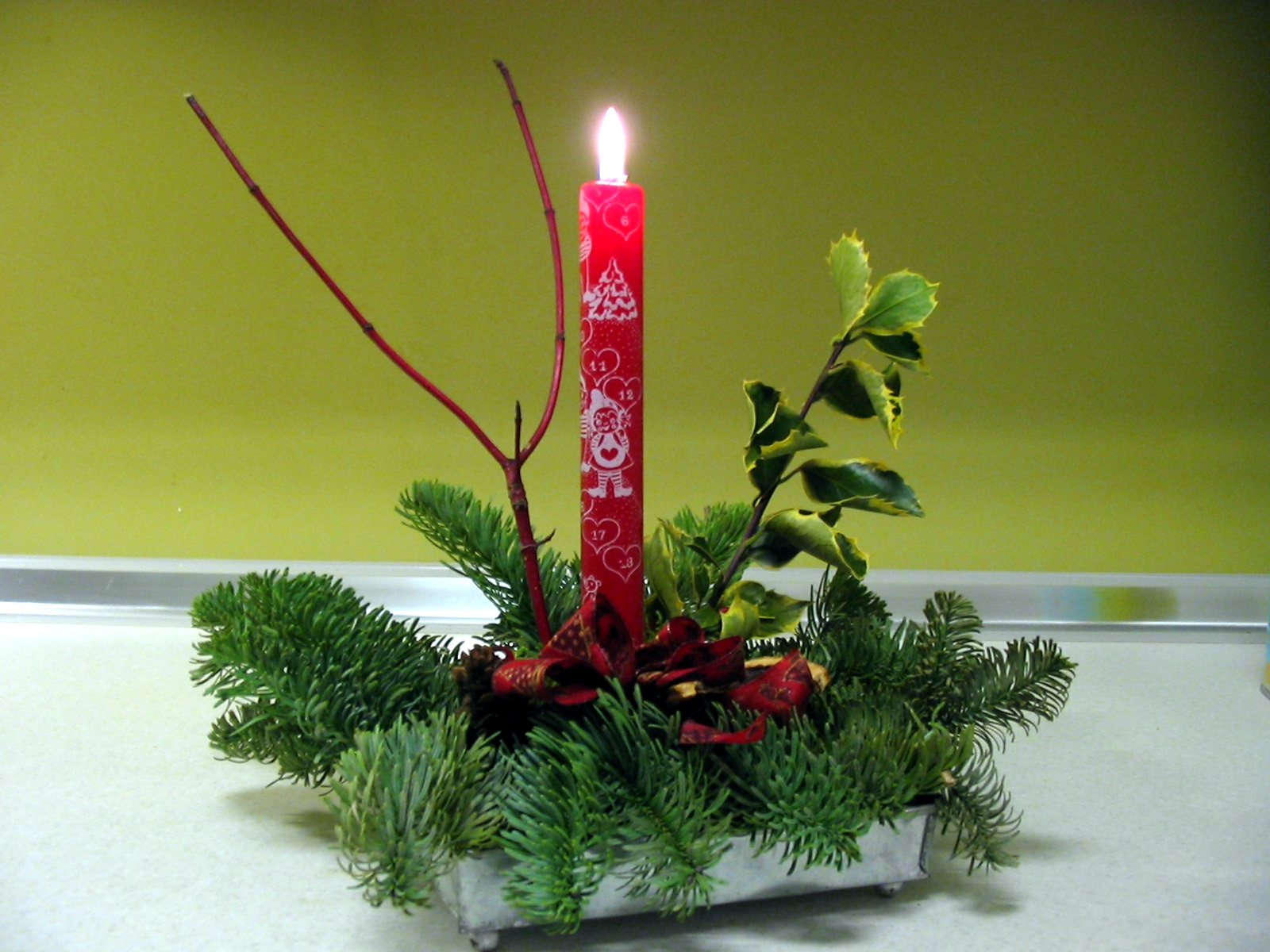
Una vela de Navidad.

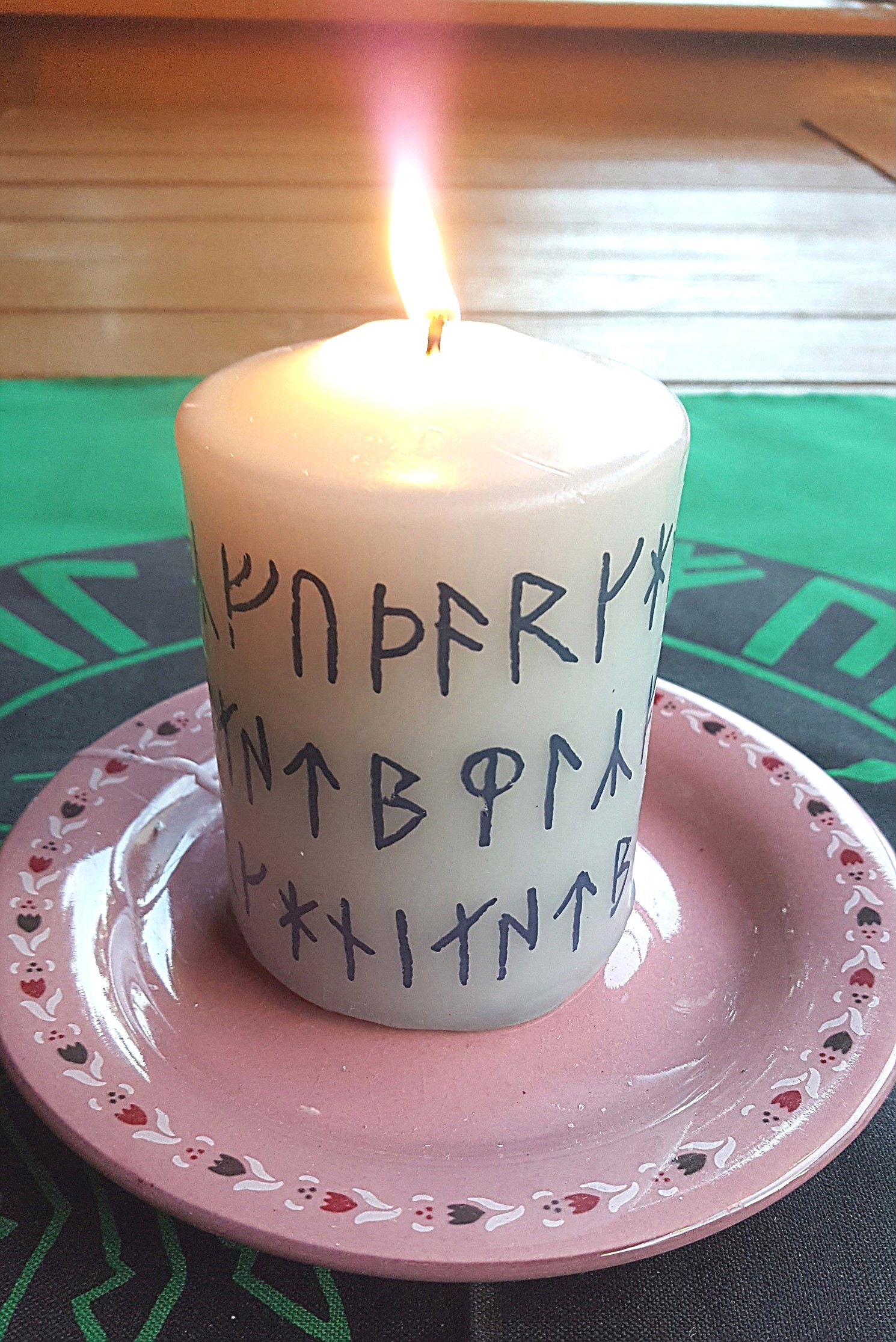
Vela con runas

Una vela (también candela, espelma, o bujía es una pieza consistente en una mecha que asciende por el interior de una barra de combustible sólido, como puede ser la cera o la parafina.
Las partes de la mecha que no emiten combustible vaporizado se consumen en la llama. La icineración de la mecha limita la longitud de la parte expuesta de la mecha, manteniendo así una temperatura de combustión y un índice de consumo de combustible constantes. Algunas mechas requieren ser recortadas regularmente, para promover una combustión más lenta y constante, y también para evitar que se forme humo. En el siglo XX se fabricaron unas tijeras especiales para velas con este fin y a menudo se combinaban con un extintor. 
Es muy común el uso de velas en los cumpleaños , en los tanatorios (llamado velatorio o velorio de los restos de un difunto antes de su sepelio) y también se usan para alumbrar el ambiente en las noches cuando falla la electricidad .

## Historia
Encender velas y lámparas ha sido considerado desde tiempos muy antiguos como una prueba de exteriorizar la alegría. También por medio de ellas se manifestaba el respeto hacia ciertas personas distinguidas. Es por ello que se llevaban delante de algunos magistrados romanos entre otras insignias de distinción en una mesa en la que había un libro y dos candeleros con dos velas encendidas.
El uso de las candelas o los cirios en las ceremonias o cultos religiosas es de la más remota antigüedad. Sabemos que los paganos se servían de antorchas en sus sacrificios, sobre todo, en la celebración de los misterios de Ceres y que ponían cirios encendidos delante de las estatuas de sus dioses.[cita requerida]
Unos creen que a imitación de esta ceremonia pagana fueron introducidos los cirios en la Iglesia.[cita requerida] Otros sostienen que los primeros cristianos tomaron este uso de los judíos.[cita requerida]  Sin embargo, parece que el origen o introducción de las candelas no debe buscarse ni en unos ni en otros, sino en el cristianismo mismo. Es bien sabido que no pudiendo reunirse los primeros fieles sino en lugares ocultos y subterráneos estarían obligados a valerse de antorchas y luces para la celebración de los misterios de su religión y cuando después pudieron edificar altares y templos tuvieron también necesidad de ellas porque estos estaban construidos de modo que apenas dejaban entrar la luz con el objeto de inspirar más respeto y veneración por medio de la oscuridad. Este parece ser  el origen más natural de la introducción de los cirios en la Iglesia. Y estos, que en un principio fueron de necesidad, pasaron a ser con el tiempo un adorno y algunas veces, parte de ceremonias misteriosas y simbólicas.[cita requerida]

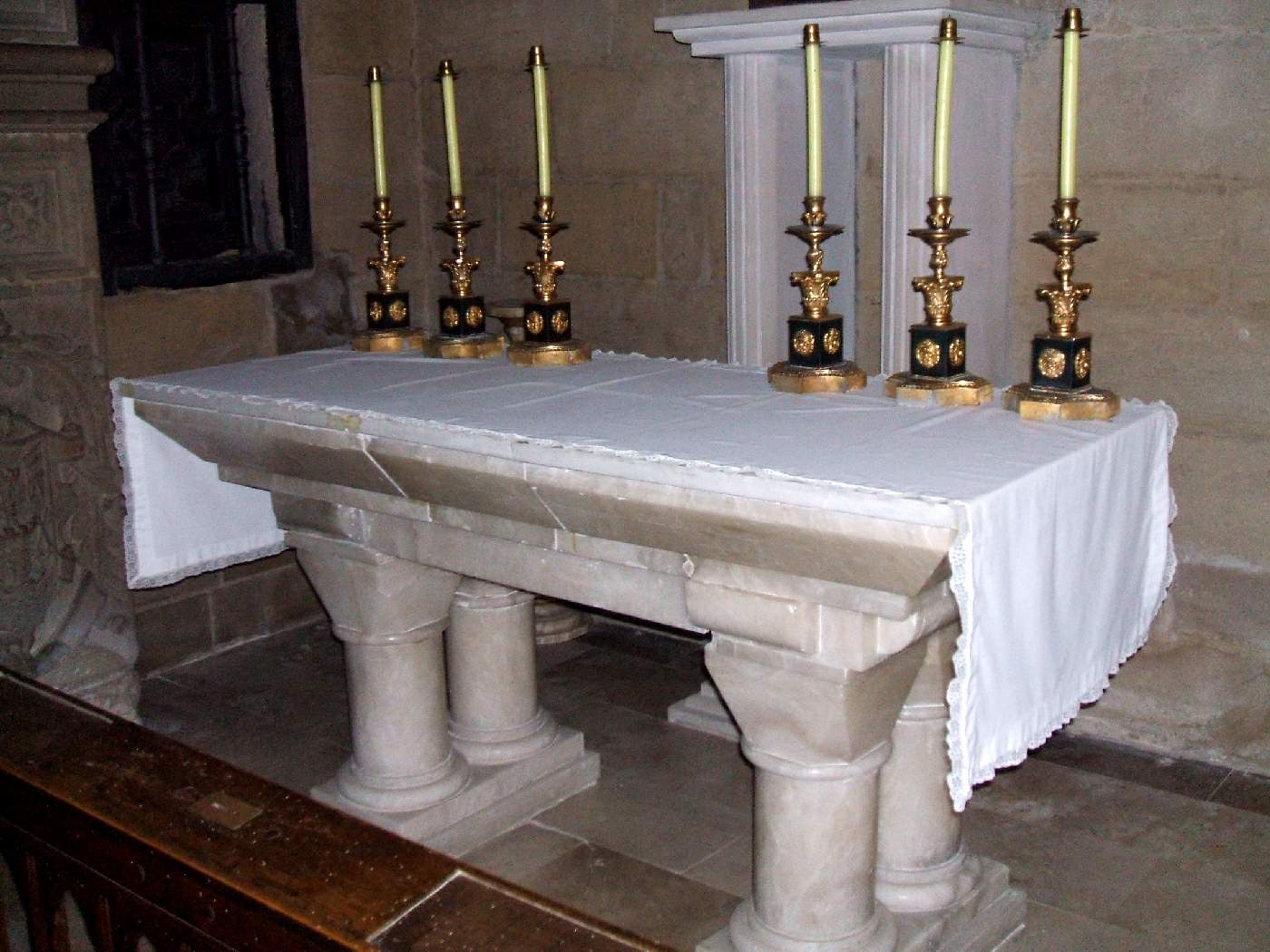
Altar con velas.

En otro tiempo no se ponían las velas encendidas sobre el altar, sino sobre unos maderos o tablas que atravesaban el santuario o el coro. En tiempos muy antiguos se usaban también candelas o velas de olor, como las que sirvieron en el bautismo de Clodoveo.[cita requerida]
Las quince candelas que en la Semana Santa se ponen sobre el atril y se van apagando sucesivamente, representan los doce Apóstoles y las dos Marías y la más alta a la Virgen que por no haber perdido jamás la fe de la futura resurrección de su Hijo no se apaga nunca.
En la antigua Francia se utilizaban las velas fabricadas con la cera de las abejas. En la Edad Media en Asia se utilizaban velas hechas a base de grasa animal (sebo).  A mediados del siglo XVIII se comenzaron a fabricar con una preparación a base de parafina, ácido esteárico (ácido sólido graso) y en ocasiones cera de abejas, aceites animales hidrogenados u otros materiales grasos.
La forma más antigua conocida para fabricar velas consiste en la suspensión de la vela en un recipiente donde se aloja cera (o grasa) derretida. Se quita la vela del recipiente y se espera hasta que se solidifique al enfriarse. Se repite este proceso varias veces sobre la misma vela hasta obtener el grosor buscado. Aún se fabrican algunas velas artesanales de esta manera, aunque la mayor parte de las mismas se fabrican mediante moldes y maquinaria en las fábricas.

## Características

### Luz

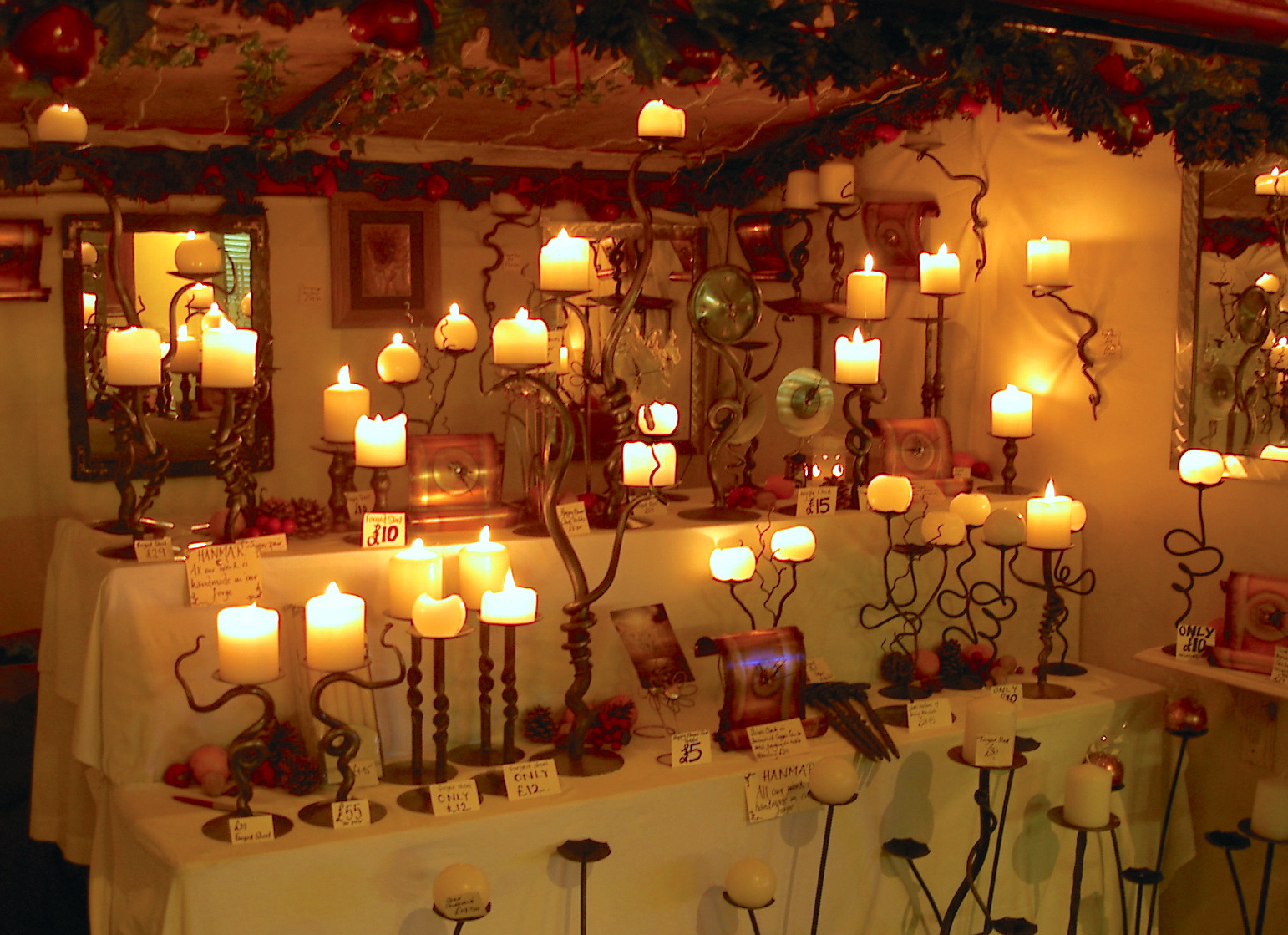
Una habitación iluminada por el resplandor de muchas velas.

Según las mediciones de una vela de cera de parafina de tipo cónico, una vela moderna suele arder a una velocidad constante de unos 0,1 g/min, liberando calor a unos 80 W. La luz producida es de unos 13 lumens, para una eficacia luminosa de unos 0,16 lúmenes por vatio (eficacia luminosa de una fuente) - casi cien veces inferior a la de una bombilla incandescente. Si una fuente de 1 candela emitiera uniformemente en todas direcciones, el flujo radiante total sería sólo de unos 18,40 mW.
La intensidad luminosa de una vela típica es de aproximadamente una candela. La unidad SI, la candela, se basaba en una unidad más antigua llamada candlepower', que representaba la intensidad luminosa emitida por una vela fabricada según unas especificaciones concretas (una "vela estándar"). La unidad moderna se define de forma más precisa y repetible, pero se eligió de forma que la intensidad luminosa de una vela siguiera siendo de aproximadamente una candela.

### Temperatura
La parte más caliente de la llama de una vela se encuentra justo por encima de la parte azul muy apagada a un lado de la llama, en la base. En este punto, la llama está a unos 1400 grados Celsius (2552,0 °F). Sin embargo, esta parte de la llama es muy pequeña y libera poca energía calorífica. El color azul se debe a la quimioluminiscencia, mientras que el color amarillo visible se debe a la emisión radiativa de las partículas calientes de hollín. El hollín se forma a través de una serie de reacciones químicas complejas, que van desde la molécula de combustible a través del crecimiento molecular, hasta que se forman compuestos de anillos de varios carbonos. La estructura térmica de una llama es compleja, cientos de grados en distancias muy cortas conducen a gradientes de temperatura extremadamente pronunciados. De media, la temperatura de la llama es de aproximadamente 1000 grados Celsius (1832,0 °F). La temperatura de color es de aproximadamente 1000 K.

### Llama de una vela

Cinco zonas de la llama de una vela doméstica estándar

La llama de una vela se forma porque la cera se vaporiza al arder. Se considera que una llama de vela tiene entre tres y cinco regiones o "zonas":
- Zona I: es la parte no luminosa, más baja y fría de la llama de la vela. Se encuentra alrededor de la base de la mecha, donde no hay suficiente oxígeno para que arda el combustible. Las temperaturas rondan los 600 grados Celsius (1112,0 °F).
- Zona II - es la zona azul, que rodea la base de la llama. Aquí el suministro de oxígeno es abundante y el combustible arde limpio y azul. Es el calor de esta zona el que hace que la cera se derrita. La temperatura ronda los 800 grados Celsius (1472,0 °F).
- Zona III - la zona oscura es una región directamente por encima de la mecha que contiene cera sin quemar. Aquí tiene lugar la Pirólisis. La temperatura es de alrededor de 1000 grados Celsius (1832,0 °F)
- Zona IV - la zona media o zona luminosa es amarilla/blanca y está situada encima de la zona oscura. Es la zona más luminosa, pero no la más caliente. Se trata de una zona con poco oxígeno, que no es suficiente para quemar todo el vapor de cera que se eleva por debajo, por lo que la combustión es parcial. La zona también contiene partículas de carbono sin quemar. La temperatura ronda los 1200 grados Celsius (2192,0 °F).
- Zona V - La zona exterior o velo no luminoso rodea la Zona IV. Aquí, la llama está en su punto más caliente, alrededor de 1400 grados Celsius (2552,0 °F), y se produce la combustión completa. Es de color azul claro, aunque la mayor parte es invisible.[5][6]

El principal determinante de la altura de la llama de una vela es el diámetro de la mecha. Esto se pone de manifiesto en las velas de té, en las que la mecha es muy fina y la llama muy pequeña. Las velas cuya finalidad principal es la iluminación utilizan una mecha mucho más gruesa.

## Uso

### Uso religioso

#### Budismo

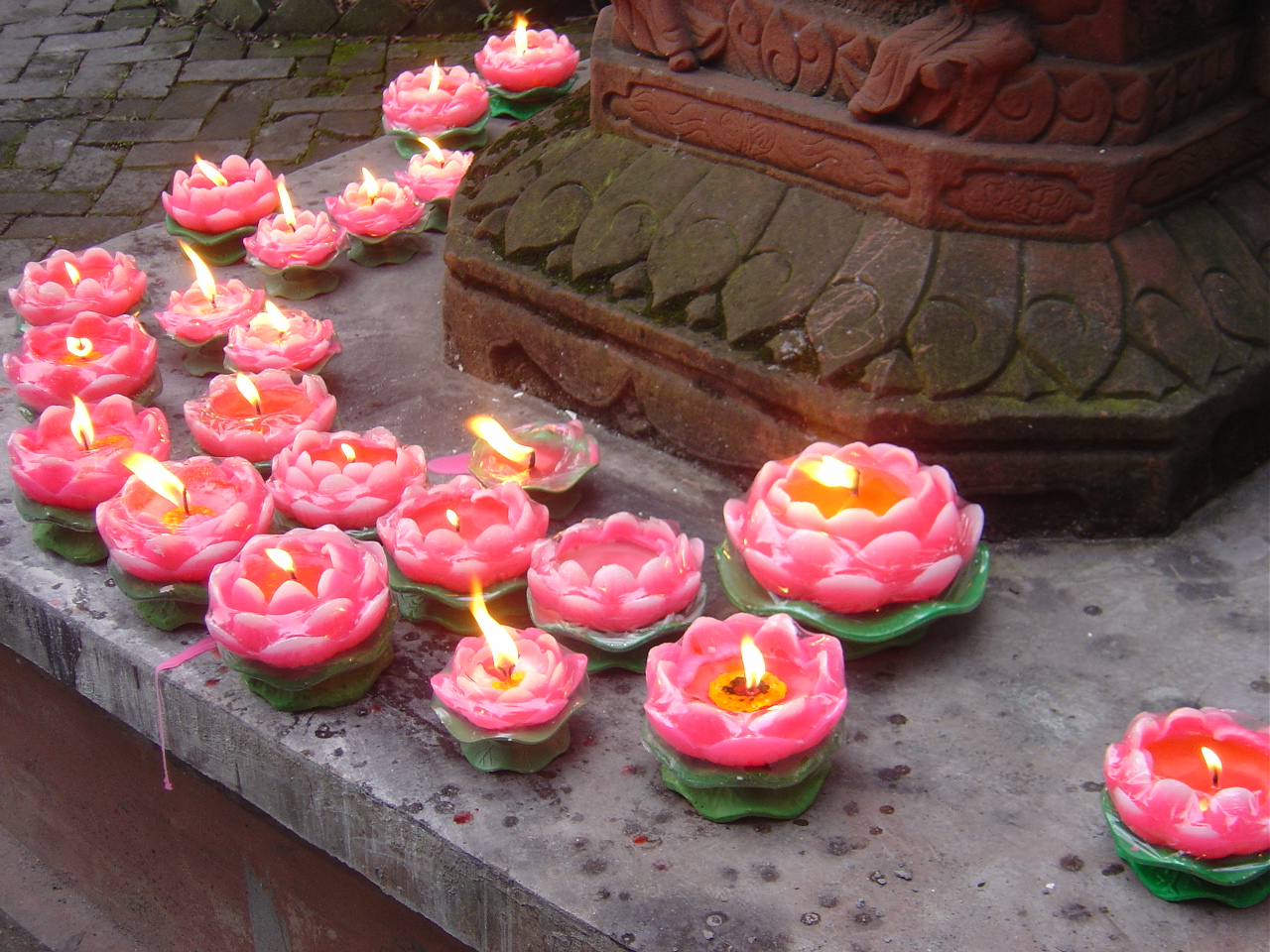
Velas con forma de flores de loto en un templo budista en China. (Foto: Noé Lecocq).

Las velas son a menudo parte de los rituales de los templos budistas.
Los días festivos se pueden marcar con velas, por ejemplo, rezando alrededor de un templo. Durante vassa, la temporada de lluvias cuando los monjes se retiran a los templos para descansar y meditar se lleva a cabo una procesión con enormes velas de cera en Tailandia. 
La luz también se puede utilizar como ayuda durante la meditación.

#### Hinduismo

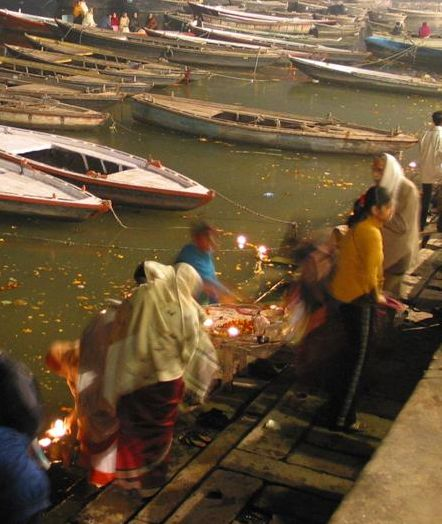
Los hindúes colocan velas en el Ganges.

En casa de los hindúes religiosos, es común encender una lámpara de aceite en el altar del hogar por la mañana que arde todo el día. Las fiestas hindúes a menudo se celebran con innumerables velas vivas que uno puede, por ejemplo, despedir a un río sagrado o llenar una habitación o un templo. El festival de la luz más importante es dipavali, cuando se encienden lámparas de aceite por toda la India.
En el sur de la India, también es común encender una lámpara cada vez que comienzas algo nuevo y deseas un buen comienzo.

#### Judaísmo
En el judaísmo, una vela se enciende por tres razones principales: marca simbólica de la cercanía de Dios, marca de "separación" y marca de "memoria".
En el Templo de Jerusalén, la menorah, o el candelabro de siete brazos, siempre estaba ardiendo. En las sinagogas también hay una "luz eterna" o "ner tamid". Este cirio, que es un recuerdo del candelero de siete brazos del Templo, suele ser rojo y tradicionalmente ha sido un cirio vivo. Hoy en día, luz eléctrica se usa en su lugar.

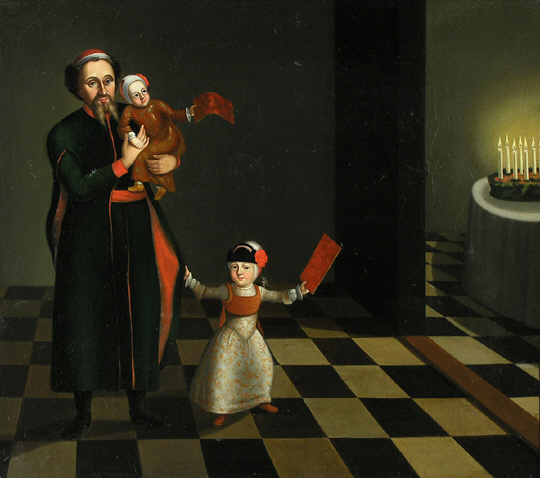
Las velas arden en el candelabro de ocho brazos durante hanukkah.

División entre la semana y el fin de semana; un recuerdo de la boda
En el judaísmo se encienden dos velas vivas antes de la puesta del sol el viernes por la noche para marcar el comienzo de cada sábado y fiestas judías. Esto marca, además de la separación entre el trabajo y el fin de semana, la memoria de las fiestas que los judíos están obligados a guardar y recordar.
Diferencia entre fin de semana y día laborable: 
Algún tiempo después de la puesta del sol el sábado por la noche y después de las fiestas judías, se enciende una vela como parte principal de la ceremonia havdalah  que marca la separación entre el fin de semana y el día de la semana y el comienzo de la nueva semana. Si un día festivo comienza el sábado por la noche, se dice una havdalah para distinguir entre un fin de semana con prohibición total de trabajo y un fin de semana con prohibición parcial de trabajo.
Memoria de los muertos
Durante sjibá (semana de luto) después de una muerte en la familia, se enciende una vela conmemorativa. En cada aniversario de parientes cercanos - también llamados jahrzeit o nahalá, uno enciende una vela para recordar a los muertos. Esta es una costumbre original Ashkenazi que se ha extendido a los Sefardíes y Mizrahi.

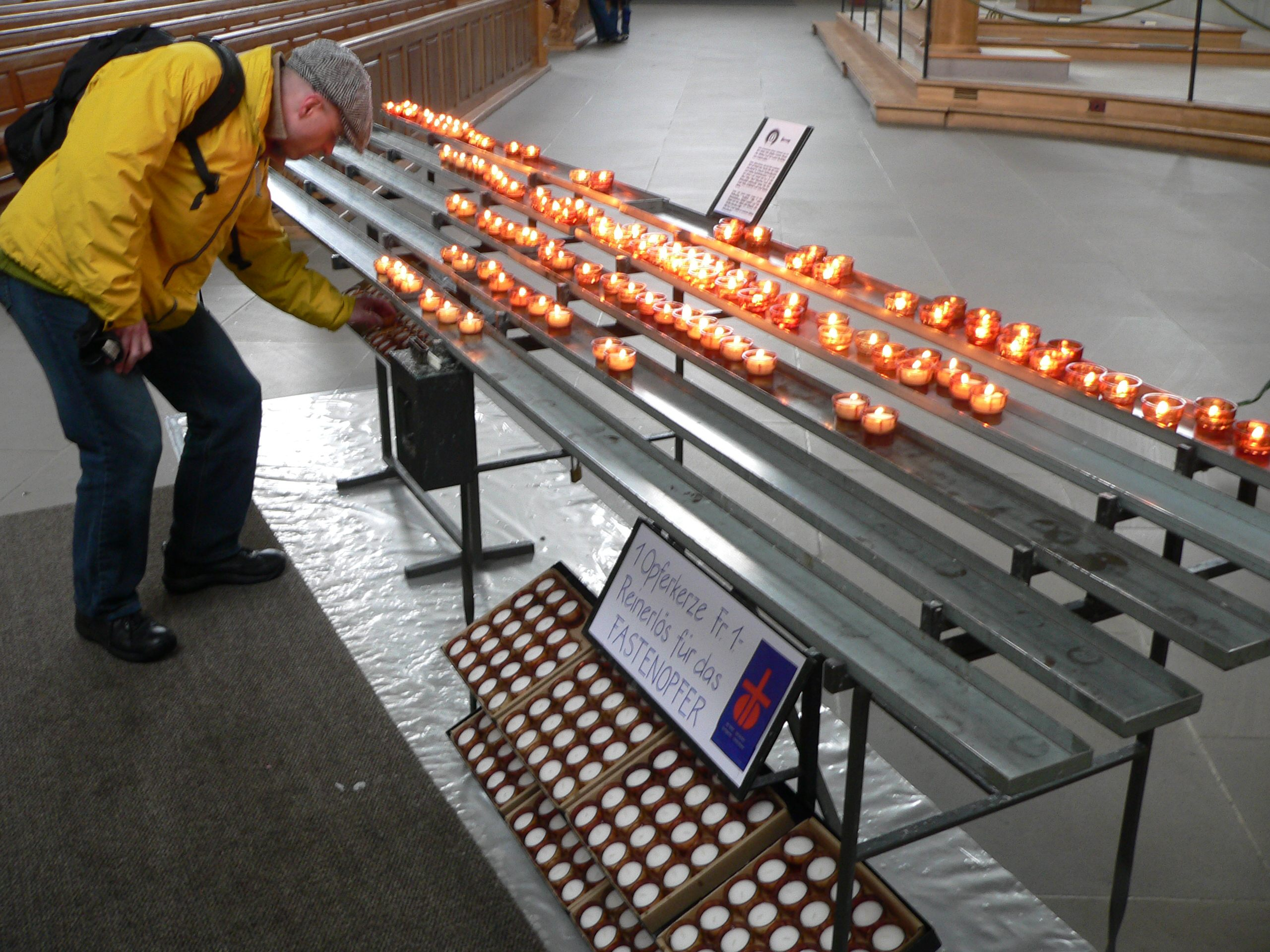
Es usual encender velas en las iglesias católicas.

#### Cristianismo
En el cristianismo, especialmente en el Iglesia católica, a menudo velas en relación con las oraciones. Es común tener velas encendidas durante el culto cristiano.
En el tiempo de Adviento, se encienden muchas velas de Adviento todos los domingos, una vela por cada domingo de Adviento hasta la víspera de Navidad. El Día de Lucía también se marca en Suecia y Noruega con luces vivas, generalmente en una corona de flores en el cabello de la niña que actúa como Santa Lucía. También es común usar velas de calendario con números que se queman todos los días mientras se espera la noche de Navidad.
La vela es uno de los elementos del bautismo, que simboliza la luz del Espíritu santo para el bautizado. La vela es sostenida por los padrinos, y encendida por el padrino en el cirio pascual (vela más grande cercana al altar).

### Uso para iluminar
Edad Media
La iluminación durante la Edad Media procedía de grandes chimeneas centrales, velas, luces de junco, antorchas de fuego o linternas. Las velas, que existían desde la época romana, se fabricaban con grasa animal o cera de abeja si se era rico. Los candiles eran simples velas de junco sumergidas en grasa derretida, mientras que las antorchas se fabricaban con madera atada con trapos, impregnada de grasa y fijada en soportes metálicos. Los faroles medievales eran simples velas en un armazón metálico. Las lámparas primitivas también formaban parte de la iluminación medieval tardía y se colgaban de cadenas o se colocaban sobre la mesa. Estas lámparas de aceite eran sencillas para los pobres o más elaboradas, con decoraciones heráldicas, para los ricos.

## Peligros
Según la Asociación Nacional de Protección contra Incendios de Estados Unidos, las velas son una de las principales fuentes de incendios residenciales en Estados Unidos, con casi el 10% de las lesiones civiles y el 6% de las muertes por incendio atribuidas a las velas.
Una llama de vela que sea más larga que su punto de humo laminar emitirá hollín. Un recorte adecuado de la mecha reducirá las emisiones de hollín de la mayoría de las velas.
La cera líquida está caliente y puede provocar quemaduras en la piel, pero la cantidad y la temperatura suelen ser bastante limitadas y las quemaduras rara vez son graves. La mejor forma de evitar quemaduras por salpicaduras de cera es utilizar un apagavelas en lugar de soplar sobre la llama. Un apagavelas suele ser un pequeño vaso de metal en el extremo de un mango largo. Al colocar el apagavelas sobre la llama, se corta el suministro de oxígeno. Los apagavelas eran habituales en los hogares cuando las velas eran la principal fuente de iluminación antes de que existiera la luz eléctrica. Los apagavelas ornamentados, a menudo combinados con una vela para iluminar, todavía se encuentran en las iglesias que utilizan habitualmente velas grandes.
Los portavelas de cristal a veces se agrietan por el choque térmico de la llama de la vela, sobre todo cuando ésta arde hasta el final. Cuando se queman velas en portavelas o tarros de cristal, los usuarios deben evitar encender velas con recipientes astillados o agrietados, y dejar de usarlas cuando quede medio centímetro o menos de cera.
Una antigua preocupación en relación con la seguridad de las velas era que se utilizaba un núcleo de plomo en las mechas para mantenerlas erguidas en las velas contenedoras. Sin un núcleo rígido, las mechas de las velas de recipiente podían combarse y ahogarse en el profundo charco de cera. Surgió la preocupación de que el plomo de estas mechas se vaporizara durante el proceso de combustión, liberando vapores de plomo, un conocido peligro para la salud y el desarrollo. Las mechas con núcleo de plomo no son habituales desde la década de 1970. Hoy en día, la mayoría de las mechas con núcleo metálico utilizan zinc o una aleación de zinc, que se ha convertido en el estándar de la industria. También existen mechas de papel y algodón especialmente tratadas.
Las velas emiten compuestos orgánicos volátiles al medio ambiente, lo que libera carbono al aire. El proceso de combustión al encender una vela incluye la liberación de luz, calor, dióxido de carbono y vapor de agua para alimentar la llama. El uso de velas puede ser inseguro si se inhalan fragancias en dosis elevadas Las velas no tóxicas se han creado como alternativa para evitar que estos compuestos orgánicos volátiles se liberen en el medio ambiente. Entre las velas más seguras se incluyen las fabricadas con cera de coco, soja, vegetal y de abeja.
Los usuarios que buscan la estética de una vela a veces instalan una vela sin llama eléctrica para evitar los peligros.